# Tamara Chanum
Tamara Chanum, in russo Тамара Ханум?, in uzbeco Tamaraxonim, nata Tamara Artëmovna Petrosjan (Margilan, 29 marzo 1906 – Tashkent, 30 giugno 1991), è stata una ballerina, coreografa, attrice e cantante sovietica, conosciuta per essere una delle prime donne in Uzbekistan a danzare sul palco senza un paranja.
Distintasi per la sua bravura, unì la sua attività artistica a una grande opera di propaganda, prendendo parte attiva al movimento per l'emancipazione delle donne musulmane. Fu una collega della ballerina uzbeka Nurchon Juldašchodžaeva, assassinata in un delitto d'onore per essersi tolta il velo sul palco.

## Biografia

### Giovinezza
Nata col nome di Tamara Artëmovna Petrosjan da una famiglia armena nella città uzbeka di Margilan nella valle di Ferghana, allora parte dell'Impero russo, la giovane mostrò interesse per la danza fin da bambina, cantando e ballando canzoni popolari uzbeke. Nel 1919 si unì alla compagnia teatrale guidata dal celebre poeta Hamza Niyazi.

### Carriera
Nel 1921 si esibì nel balletto russo di Tashkent intitolato a Jakov Sverdlov, dopodiché entrò a far parte della compagnia di balletto di Tashkent nel 1922. Nel 1924 si diplomò alla Scuola tecnica centrale di arti teatrali di Mosca.
Nel frattempo Khanum ebbe anche un'importante carriera come cantante esibendosi come solista tra il 1924 ed il 1928 con la compagnia di concerti M. Kari-Yakubova, mentre tra il 1925 ed il 1934, in qualità di attrice, si esibì in prestigiosi teatri come quelli di Samarcanda, Kokand e Andijan.
Durante la Seconda guerra mondiale, oltre a tenere più di 1000 concerti per i lavoratori mobilitati dell'Asia centrale, partecipò attivamente alle brigate di prima linea e contribuì con il ricavato del Premio Stalin che le era stato assegnato 1941 a finanziare il fondo per la difesa e la costruzione di aerei e carri armati.
Khanum fu membro del Partito Comunista dell'Unione Sovietica dal 1941 e Membro del Soviet Supremo della Repubblica Socialista Sovietica Uzbeka dal 1937.
Morì il 30 giugno 1991 a Tashkent e fu sepolta nel cimitero di Chigatai.

## Intitolazioni
La Casa-museo di Tamara Chanum fu costruita nel 1994.

## Influenza culturale
Tamara Chanum è una riformatrice dello stile di esecuzione della danza femminile uzbeka, ha studiato il folklore del canto e della danza dei popoli del mondo. I suoi programmi "Songs and Dances of the Peoples of the USSR" e "Songs and Dances of the Peoples of the World" contengono più di 500 canzoni in 86 lingue, composizioni coreografiche e danze di molti popoli del mondo.
La danza di Chanum ha avuto un profondo effetto sullo scrittore statunitense Langston Hughes, che ha scritto un articolo del 1934, Tamara Khanum: Soviet Asia's Greatest Dancer ("Tamara Chanum: la più grande ballerina dell'Asia sovietica"), dove elogiò la ballerina per le sue esibizioni e per aver infranto i tabù culturali con la sua arte.